# Chlorotettix sordidus
Chlorotettix sordidus är en insektsart som beskrevs av Brown 1933. Chlorotettix sordidus ingår i släktet Chlorotettix och familjen dvärgstritar. Inga underarter finns listade i Catalogue of Life.